# Thomas Bagger
Thomas Bagger (ur. 21 października 1965 w Lüneburgu) – niemiecki dyplomata, ambasador RFN w Polsce w latach 2022–2023, w latach 2023-2025 wiceminister spraw zagranicznych Niemiec.

## Życiorys
Z wykształcenia jest politologiem. Ukończył studia na Uniwersytecie Ludwika i Maksymiliana w Monachium, w Instytucie Nauk Politycznych w Paryżu oraz na Uniwersytecie Marylandu. Posiada stopień naukowy doktora swej alma mater.
Od 1992 r. jest związany z dyplomacją. Pracował zarówno w Ministerstwie Spraw Zagranicznych, jak i w niemieckich placówkach dyplomatycznych: w Pradze (1996–1998), Ankarze (2002–2006) i Waszyngtonie (2006–2009). Po powrocie do MSZ pracował jako szef biura ministra Guido Westerwellego z liberalnej FDP. W latach 2017–2022 był doradcą prezydenta Franka-Waltera Steinmeiera i dyrektorem departamentu polityki zagranicznej w Kancelarii Prezydenta.    
W 2022 roku objął funkcję ambasadora Niemiec w Polsce. 19 lipca 2023 zakończył misję w Polsce, ustępując od sierpnia miejsca Viktorowi Elblingowi, wcześniej ambasadorowi Niemiec we Włoszech i Meksyku.   
Od 1 sierpnia 2023  do 6 maja 2025 sekretarz stanu w niemieckim MSZ w rządzie kanclerza Olafa Scholza. 

Jest synem gen. Hartmuta Baggera, byłego dowódcy Bundeswehry. Mówi po angielsku, francusku i czesku. Żonaty, ma trójkę dzieci. Jest oficerem rezerwy Bundeswehry.